# 刘维朝
刘维朝（1961年12月—），湖南嘉禾人，汉族，中华人民共和国政治人物、中国共产党员、第十三届全国人民代表大会湖南地区代表。

## 生平
毕业于中南大学。1981年8月至1994年10月，在水电八局三中担任教师、教务主任、副校长、校长。1994年11月后，转长沙市雅礼中学，历任长沙市雅礼中学校长、党委副书记兼雅礼教育集团董事长。2018年，担任全国人大代表。